# 計数放電管

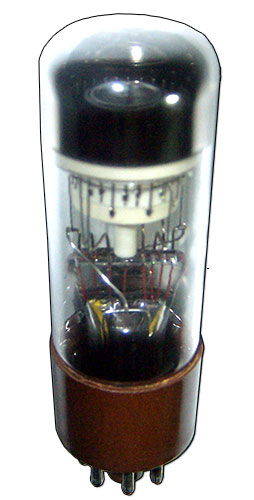
GC10 8極計数放電管

上部から見た動作中のGC10

計数放電管（けいすうほうでんかん、英: stepping tube, counting tube ）冷陰極放電管の一種であり、パルス波を計数するための表示管である。特に、パルスが十個入ると全電極との放電が一回終わるものを特に「デカトロン(管)、英: Dekatron」と呼ぶ。
同じように計数に関わる冷陰極放電管として、数字や記号の形に光るニキシー管があるが、両者は全くの別物である。ニキシー管については該当項を参照。

## 構造
一般的にガラスでできた容器内部に電極があり、容器内部はネオンかアルゴンと反応速度を上げるための少量の水素または、ヘリウムガスが封入されている。

## 動作原理

### シングル・パルス・タイプ
円盤状の陽極のまわりに棒状の電極が4本一組で円盤の回りに並んでいる。そのうち、3本は転移電極であり、パルス波が入ると、主電極1→転移電極1→転移電極2→転移電極3→主電極2と右方向に放電が移動するようになっている。ここで、放電が一方向に必ず移動するのは、電極の間が、主電極1と転移電極1、転移電極1と転移電極2、転移電極2と転移電極3、転移電極3と主電極2、の順に広くなっているからである。

### ダブル・パルス・タイプ
電極が3本一組で、円盤状の陽極の周りに並んでおり、そのうち2本が案内電極で、パルス波を主電極、案内電極Ａ、案内電極Ｂに、それぞれコンデンサ等で移相させ、放電させる順番を変えることによって、放電の回転方向を決めることができるようになっている。

## それぞれの長所と短所

### シングル・パルス・タイプ
長所
ダブル・パルス・タイプに比べ、自動的に次の主電極に移動するため、計数速度が毎秒20,000パルス程度と速い。
短所
一方向にしか回転させることができない。

### ダブル・パルス・タイプ
長所
シングル・パルス・タイプが一方向にしか回転させられないのに対して、左右両方向に回転させることができる。
短所
パルス波を遅らせる動作が必要となるため、シングル・パルス・タイプに比べて、計数速度が毎秒4,000パルス程度と遅くなる。

## 現在
ロジックIC等によって、ほぼ同じ動作をさせることができるため、半導体の普及以降、実用的な用途ではほとんど使われていないが、趣味としてタイマーや時計などの制作に使用される場合がある。